# Kaukázusi királyfogoly
A kaukázusi királyfogoly (Tetraogallus caucasicus) a madarak (Aves) osztályának a tyúkalakúak (Galliformes) rendjébe és a fácánfélék (Phasianidae) családjába tartozó faj.

## Rendszerezése
A fajt Peter Simon Pallas német zoológus írta le 1811-ben, a Tetrao nembe Tetrao caucasica néven.

## Előfordulása
Kelet-Európában, Azerbajdzsán, Grúzia és Oroszország területén honos. Természetes élőhelyei az 1800–4000 méter közötti sziklás területek. Magassági vonuló.

## Megjelenése
Testhossza  52–56 centiméter, szárnyfesztávolsága 80–95 centiméter, a hím testtömege 1930 gramm, a tojóé 1730 gramm.

## Életmódja
Többnyire levelekkel, gyümölcsökkel, szárakkal és gumókkal táplálkozik.

## Természetvédelmi helyzete
Az elterjedési területe nem nagy, egyedszáma 6000-32000 példány közötti és stabil. A Természetvédelmi Világszövetség Vörös listáján nem fenyegetett fajként szerepel.